# Wichter Ee

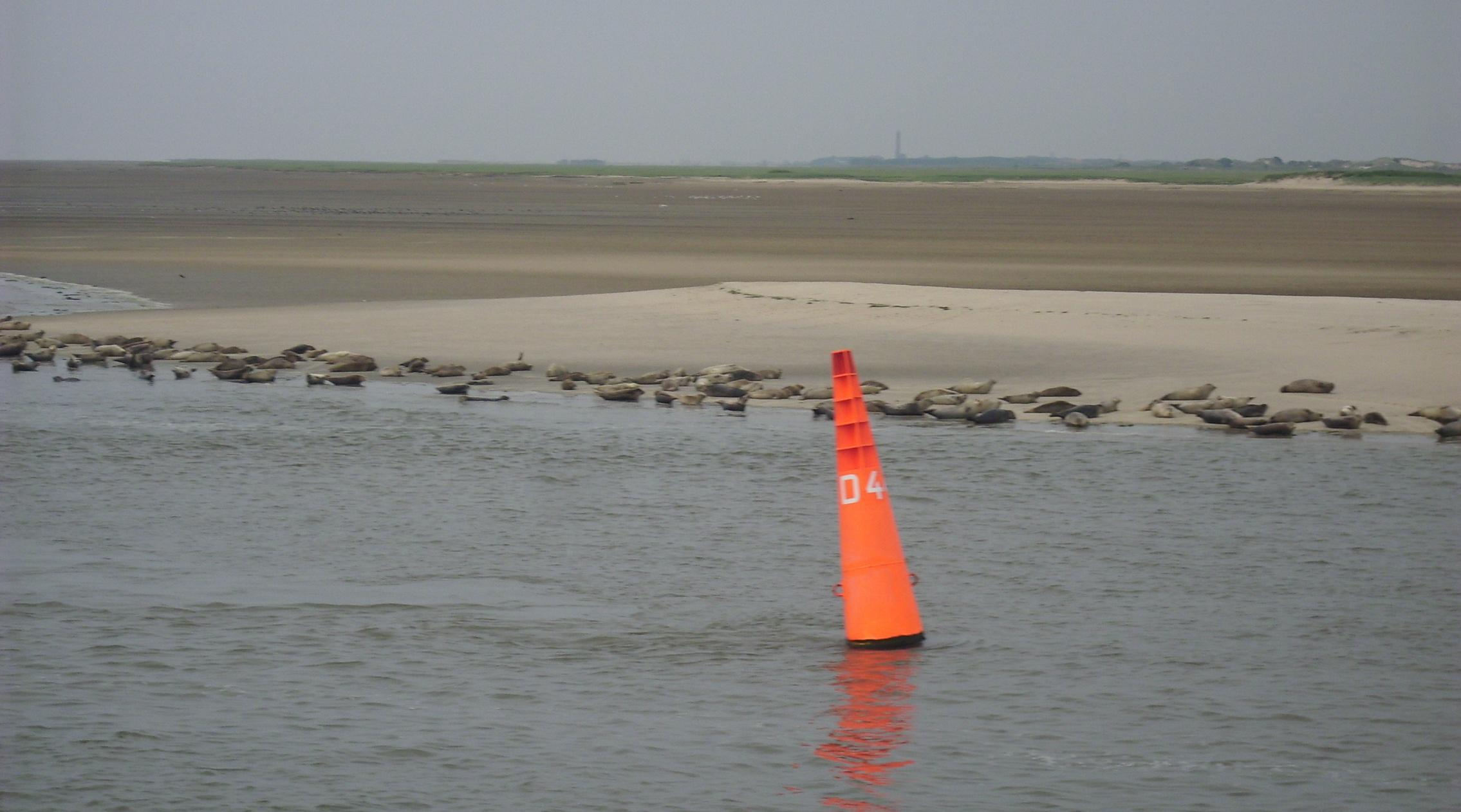
Seehunde und Kegelrobben auf der Othelloplate am westlichen Ufer der Wichter Ee

Die Wichter Ee ist ein rund 800 Meter breites Seegatt zwischen den Ostfriesischen Inseln Norderney (im Westen) und Baltrum (im Osten).
Neben der Othelloplate, dem Ostende der Insel Norderney, befinden sich in der Wichter Ee Sandbänke, die von Seehunden und Kegelrobben bewohnt werden. Das Westende der Insel Baltrum wird vom Hafen und massiven Küstenschutzanlagen gebildet, die die Insel vor bei westlichen Winden in die Wichter Ee eindringenden Sturmfluten schützen.